# NGC 3422
NGC 3422 est une galaxie lenticulaire vue par la tranche et située dans la constellation de la Coupe. NGC 3422 a été découverte par l'astronome britannique Andrew Ainslie Common en 1880.

## Caractéristiques
Sa vitesse par rapport au fond diffus cosmologique est de 4 700 ± 42 km/s, ce qui correspond à une distance de Hubble de 69,3 ± 4,9 Mpc (∼226 millions d'al).
À ce jour, une mesure non basée sur le décalage vers le rouge (redshift) donne une distance d'environ 58,800 Mpc (∼192 millions d'al). Cette valeur est à l'extérieur des valeurs de la distance de Hubble. Notons que c'est avec la valeur moyenne des mesures indépendantes, lorsqu'elles existent, que la base de données NASA/IPAC calcule le diamètre d'une galaxie et qu'en conséquence le diamètre de NGC 3422 pourrait être d'environ 25,4 kpc (∼82 800 al) si on utilisait la distance de Hubble pour le calculer.